# PGC 1421664
LEDA/PGC 1421664 ist eine Galaxie im Sternbild Widder auf der Ekliptik, die schätzungsweise 242 Millionen Lichtjahre von der Milchstraße entfernt ist. Im selben Himmelsareal befinden sich u. a. die Galaxien NGC 671, NGC 675, NGC 677.